# Anonymous Was A Woman
Anonymous Was A Woman ist ein amerikanischer Kunstpreis.
Der Kunstpreis Anonymous Was A Woman existiert seit 1996. Er wird vergeben an Frauen über 40, die in der Kunstwelt etabliert sind und mit dem Preis ermutigt werden sollen, ihre Karriere fortzusetzen. Lauren Katzowitz Shenfield ist die Direktorin des Programms.
Mit dem Preis, der mit $25.000 dotiert ist, werden pro Jahr 10 Künstlerinnen geehrt. Eine Eigenbewerbung ist nicht vorgesehen. Eine wechselnde Gruppe von renommierten Kunsthistorikerinnen, Kuratorinnen, Schriftstellerinnen und früheren Preisträgerinnen nominiert die Künstlerinnen.
Der Name ist Programm: Anonymous Was A Woman leitet sich aus einer Zeile des Essays Ein Zimmer für sich allein der britischen Schriftstellerin Virginia Woolf (1882–1941) ab. Die Jury, die die Preisträgerinnen auswählt, ist anonym. Die Gelder werden von anonymen Philanthropen zur Verfügung gestellt, die eine Verbindung zu der UJA-Federation of New York haben.